# Diocèse de Dublin et Glendalough
Le diocèse de Dublin et Glendalough est un diocèse anglican de l'Église d'Irlande dépendant de la province de Dublin.
La principale cathédrale épiscopale du diocèse est celle de Saint-Patrick de Dublin.